# Chrysopilus coeruleothorax
Chrysopilus coeruleothorax är en tvåvingeart som beskrevs av Lindner 1925. Chrysopilus coeruleothorax ingår i släktet Chrysopilus och familjen snäppflugor.
Artens utbredningsområde är Fiji. Inga underarter finns listade i Catalogue of Life.